# سهره سبز اروپایی

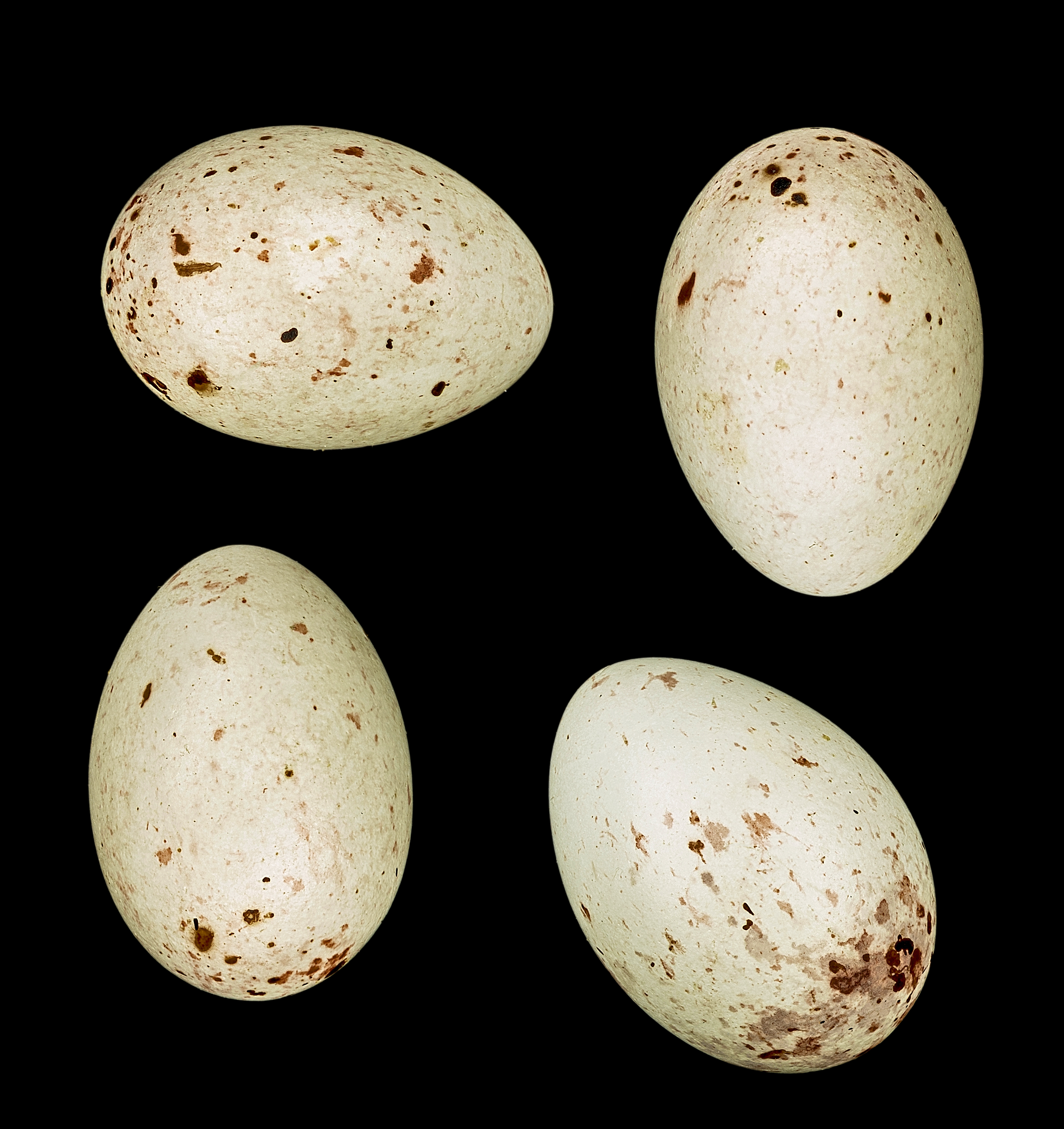
سهره سبز

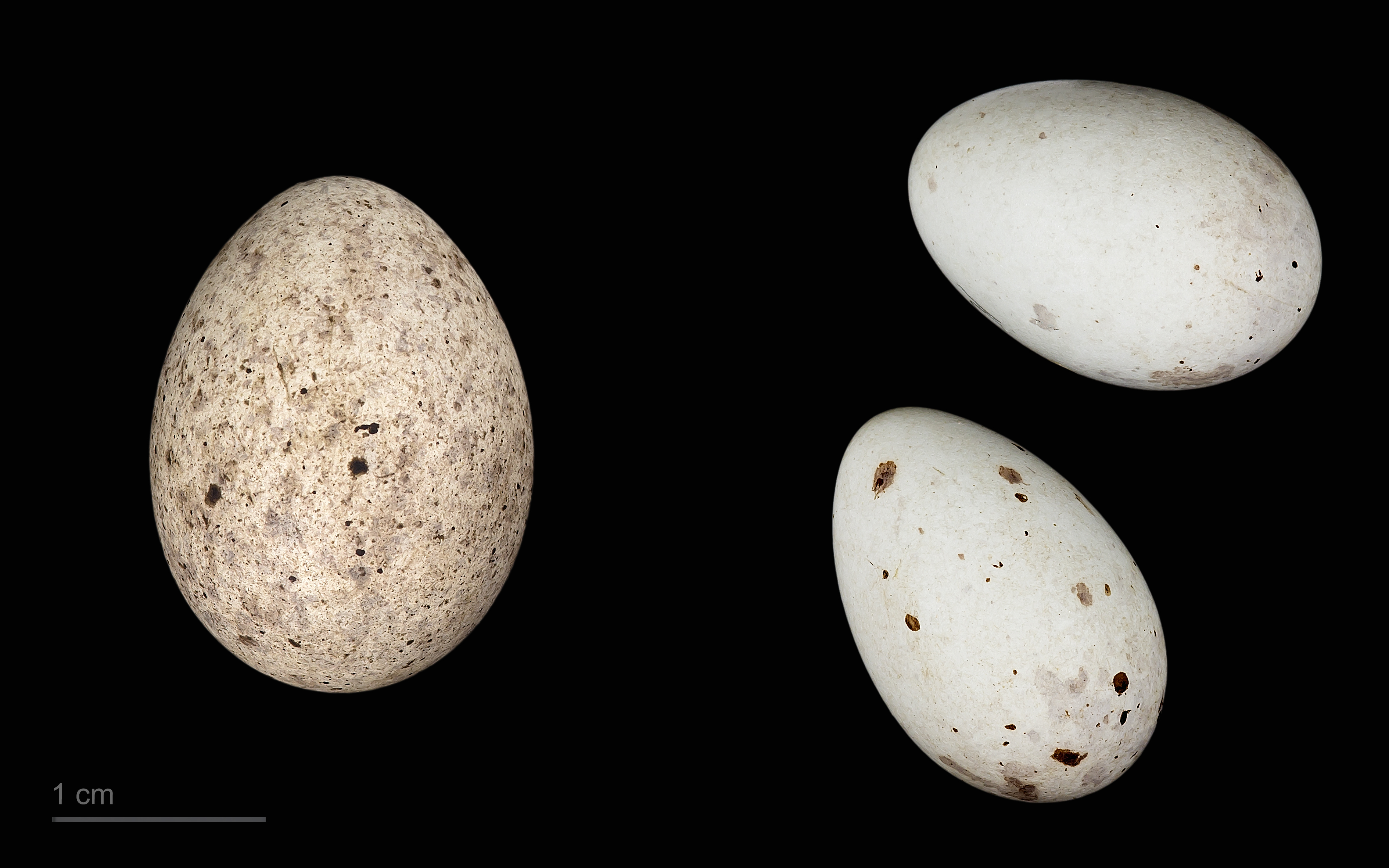
Cuculus canorus bangsi + Carduelis chloris

سهره سبز اروپایی یا سهره سبز معمولی (نام علمی: Chloris chloris). ۱۴/۵ سانتی‌متر طول دارد. پر و بال زیتونی با لکه‌های سبز مایل به زرد، دمگاه سبز روشن، سر نسبتاً بزرگ و منقار بی‌رنگ که در انتها کلفت است. در تمام فصل‌ها با رنگ زرد روشن در شاهپرها و پرهای بیرونی دم، که در پرواز به خوبی نمایان است، شناخته می‌شود. در پرنده نر، زیر تنه سبز زیتونی و دمگاه سبز زردرنگ است. پرنده ماده، کم‌رنگ‌تر و به رنگ سبز خاکستری و پاهایش قهوه‌ای تیره است. پرنده جوان به رنگ زیتونی مایل به خاکستری سهره‌ای با رگه‌هایی در زیرتنه دیده می‌شود. در پرواز دُم کوتاه‌تر به نظر آمده و پروازش موجی‌شکل است. این پرنده در باغ‌ها، پارک‌ها، جنگل‌های کاج، باغ‌های زیتون و واحه‌ها و زمستان‌ها در پرچین‌ها، اراضی ساحلی و کشتزارها به سر برده و لابه‌لای بوته‌ها و روی درختان کوچک، به‌ویژه درختان همیشه‌سبز، آشیانه می‌سازد. در ایران، زمستان‌ها نسبتاً فراوان است و تولیدمثل نیز می‌کند.

## نگارخانه

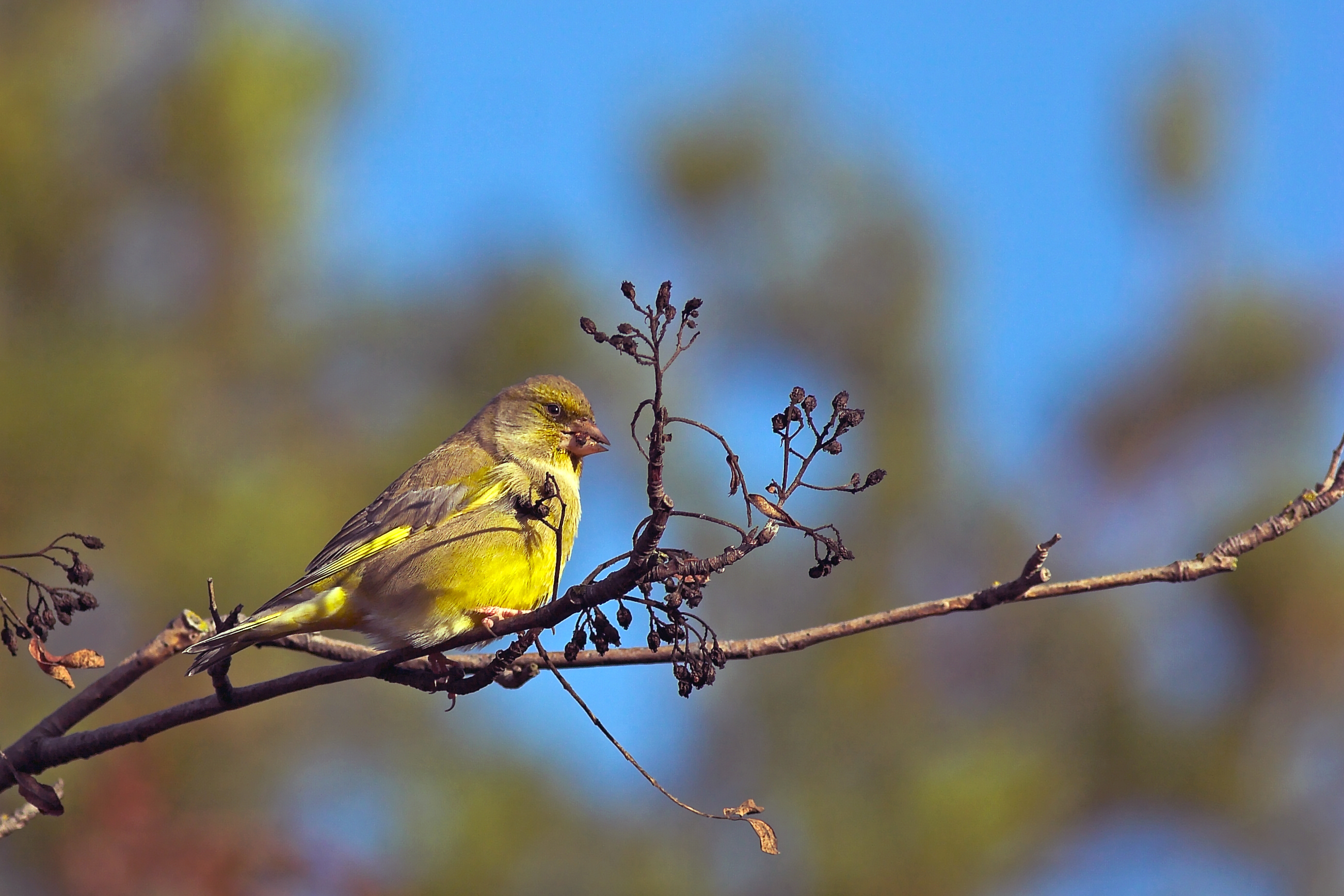
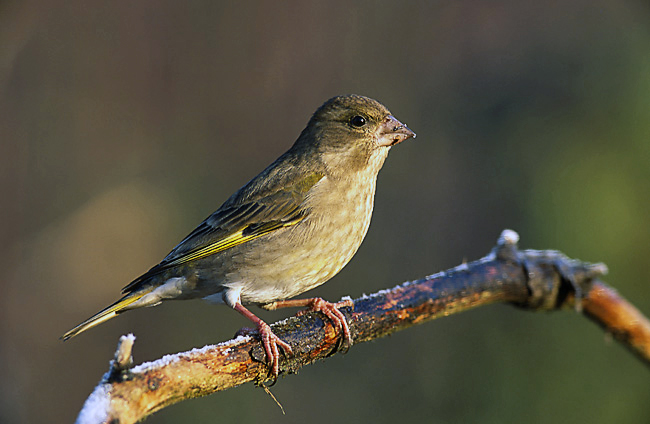
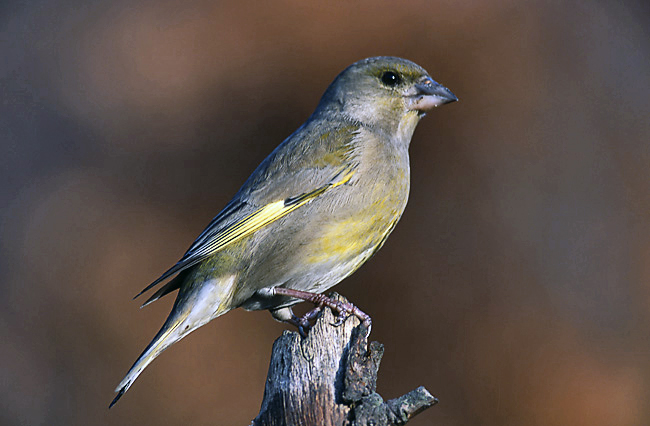
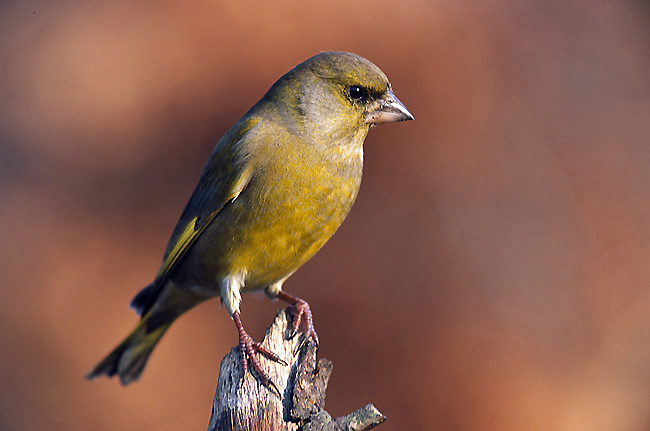
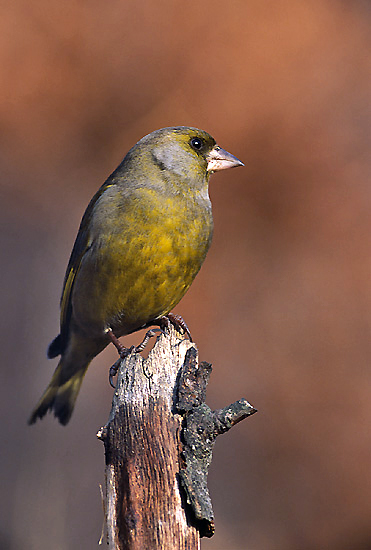
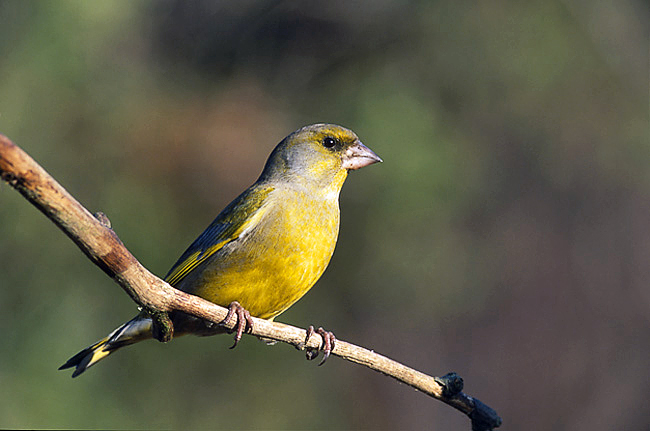
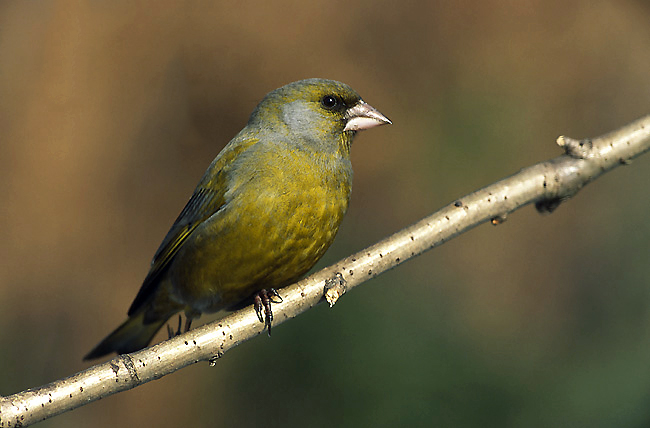
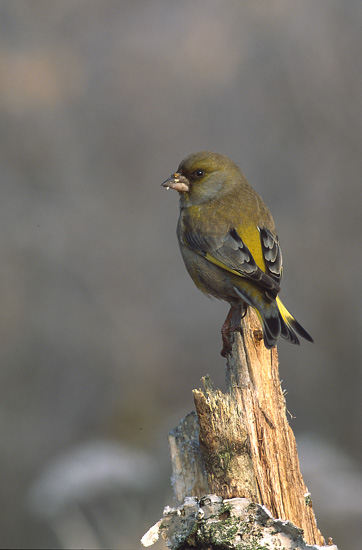
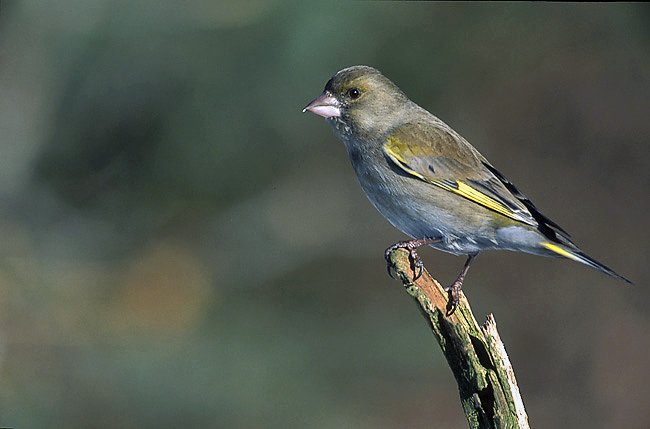